# نقوش بابلية متنوعة
النقوش البابلية المتنوعة، هو كتاب عن علم اللغة والأساطير السومري لعام 1918 كتبه جورج آرون بارتون.

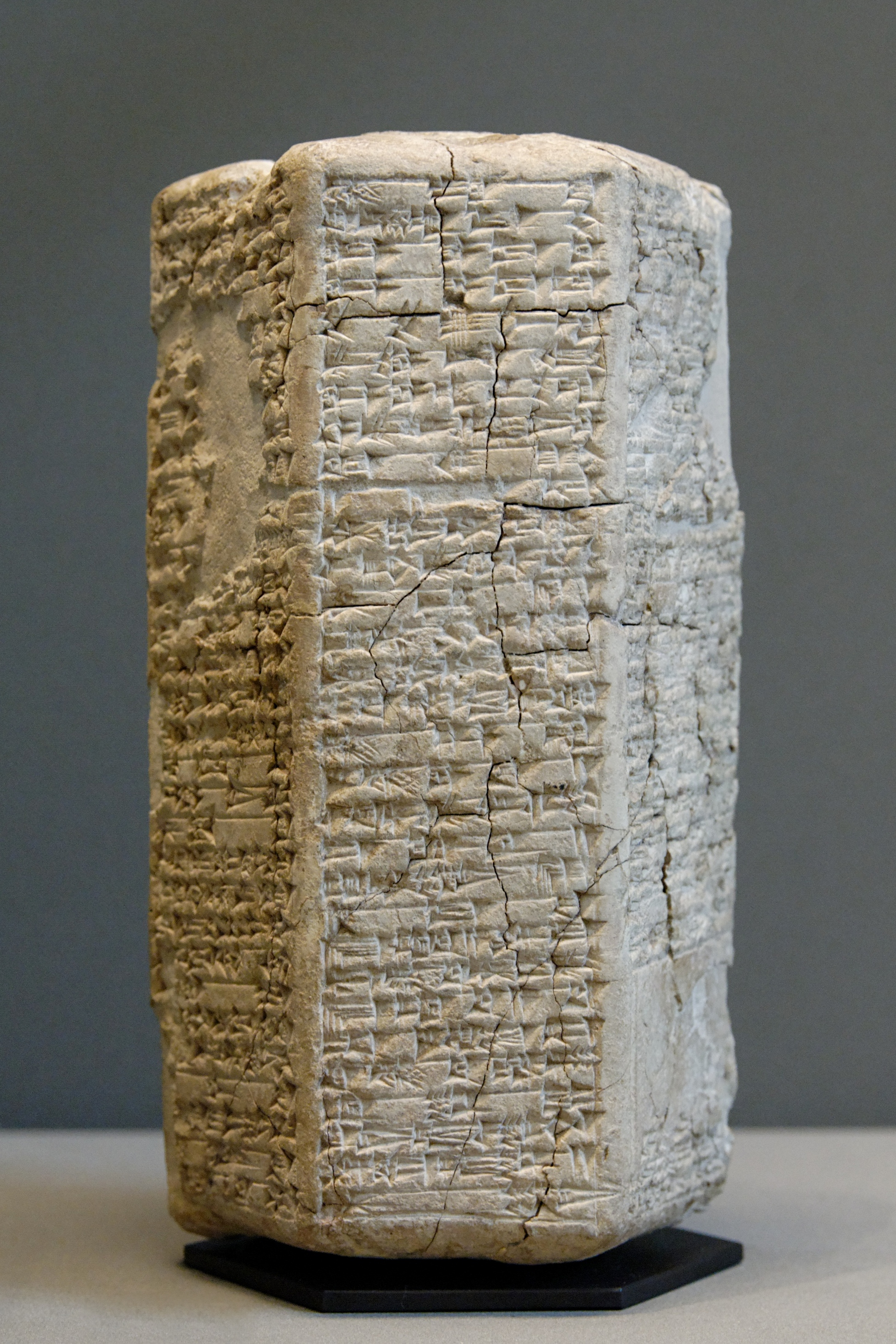
اسطوانة مسمارية سومرية مشابهة لـ "اسطوانة بارتون"

تم نشره لأول مرة من قبل مطبعة جامعة ييل في الولايات المتحدة ويتعامل مع التعليقات والترجمات لاثني عشر كتابًا مسماريًاوأسطورة سومرية ونصوصًا اكتشفها متحف الآثار والأنثروبولوجيا بجامعة بنسلفانيا في مكتبة المعبد في نيبور. العديدمن النصوص قديمة للغاية ، لا سيما أسطوانة بارتون ، التي اقترح صموئيل نوح كرامر أن تاريخها يرجع إلى 2500 قبلالميلاد. اقترحت المواعدة الأكثر حداثة بواسطة Joan Goodnick Westenholz أن الأسطوانة تعود إلى حوالي 2400 قبل الميلاد.

## محتويات
بعض الأساطير الواردة في الكتاب موضحة أدناه:
| عنوان حديث                     | رقم المتحف                 | عنوان بارتون                    |
| ------------------------------ | -------------------------- | ------------------------------- |
| مناظرة بين الأغنام والحبوب     | 14،005                     | أسطورة الخلق                    |
| أسطوانة بارتون                 | 8383                       | اقدم نص ديني من بلاد بابل       |
| إنليل ونينليل                  | 9205                       | إنليل ونينليل                   |
| المديح الذاتي لشولغي (شولغي د) | 11.065                     | ترنيمة لدنجي                    |
| العراف البابلي القديم          | 8322                       | وحي بابلي قديم                  |
| ترنيمة معبد كيش                | 8384                       | جزء مما يسمى "ليتورجيا لنينتود" |
| مناظرة بين الشتاء والصيف       | 8310                       | ترنيمة لإبي سين                 |
| ترنيمة إنليل                   | 8317                       | مقتطف من طرد الأرواح الشريرة    |
| رثاء أور                       | 19751 و 2204 و 2270 و 2302 | دعاء لمدينة اور                 |

## روابط خارجية
- بارتون ، جورج آرون ، نقوش بابلية متنوعة ، مطبعة جامعة ييل ، 1918. نسخة على الإنترنت